# ستيفن بكتل الابن
ستيفن بكتل الابن (بالإنجليزية: Stephen Bechtel Jr.)‏ (و. 1925  م) هو مهندس مدني أمريكي، ولد في أوكلاند، كاليفورنيا، وهو عضوٌ في الأكاديمية الأمريكية للفنون والعلوم.

## التعليم
تعلم في جامعة ستانفورد

## جوائز
حصل على جوائز منها:
- قلادة العلوم الوطنية الأمريكية في مجال التكنولوجيا والإبتكار.

## روابط خارجية
- ستيفن بكتل الابن على موقع مونزينجر (الألمانية)